# La Barceloneta
La Barceloneta es un barrio de origen marinero del distrito de Ciudad Vieja de Barcelona. Fue construido durante el siglo XVIII y proyectado inicialmente por el ingeniero Próspero de Verboom, en 1719, a fin de dar cabida a los habitantes del barrio de La Ribera que habían perdido sus viviendas, mandadas demoler por Felipe V para construir la Ciudadela. Pero las obras no comenzaron hasta 1753, bajo nuevo proyecto y dirección del ingeniero militar Juan Martín Cermeño a petición de Jaime de Guzmán. El barrio de la Barceloneta debe su existencia a los terrenos que se ganaron al mar al absorber la isla de Maians.
El barrio tiene forma triangular y limita con las playas del barrio y el mar, con el Muelle de España del Puerto Viejo y con el barrio de La Ribera, la estación de Francia y el nuevo Puerto Olímpico de la ciudad. La estructura urbanística del barrio es un buen ejemplo del urbanismo de la Ilustración, con calles de trazado rectilíneo y manzanas de casas regulares. La tipología en origen era la de viviendas unifamiliares de planta y piso con acceso a dos calles para que tuviesen una ventilación óptima. Con el paso de los años y la especulación, esta estructura ha desaparecido y actualmente se encuentran edificios con alturas muy superiores a las que se establecieron en origen, además de la partición de las viviendas originales en mitades y cuartos de piso.
En el centro del barrio se encuentra la iglesia de San Miguel del Puerto en la plaza de la Barceloneta, del hijo de Martín Cermeño, Pedro. En 1950 se inauguró la iglesia Evangélica Bautista de la Barceloneta. Situada en la calle Ginebra n.º 35, es una de las iglesias evangélicas más importantes de Cataluña.
En este barrio también se encuentra el Campus del Mar de la Universidad Pompeu Fabra.

## Historia

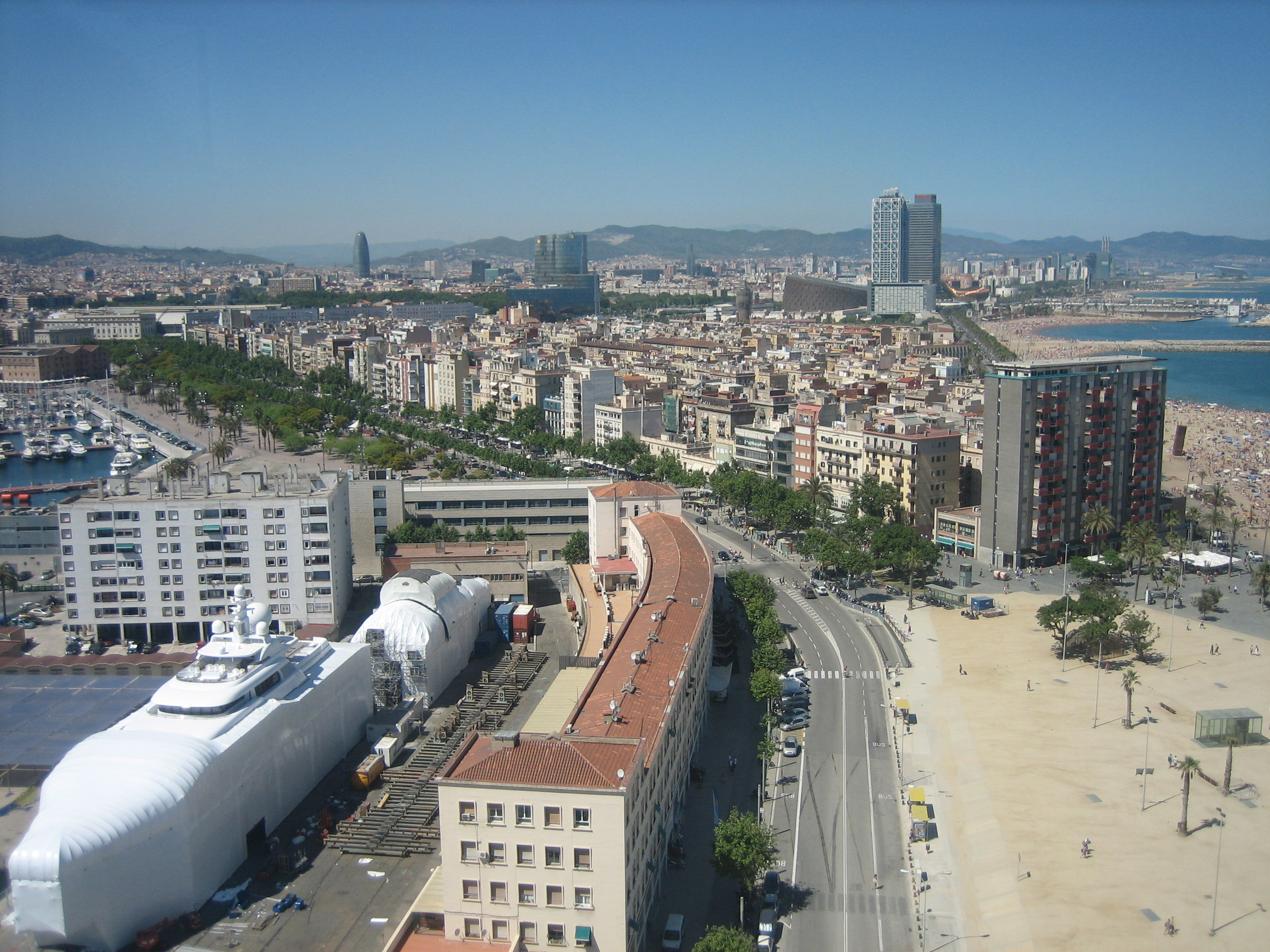
Barrio de La Barceloneta, vista general desde la Torre de San Sebastián del transbordador aéreo de Barcelona

Los terrenos donde se asienta actualmente el barrio estaban inundados de agua hasta mediados del siglo XVIII. La historia de La Barceloneta está ligada al crecimiento y desarrollo del puerto de Barcelona. El suelo que ocupa el barrio se ha ido formando lentamente a partir de la construcción de un primer dique a mediados del siglo XIV y del primer puerto creado en 1687, que junto con la isla de Maians sirvieron para ir reteniendo y que se fuesen afianzando las arenas aportadas por las corrientes marinas que recorrían la cosa de norte a sur.
Los cambios políticos que experimentó España en la segunda mitad del siglo XVIII explican la creación de este nuevo barrio en el arenal. La guerra de sucesión española y la derrota de los austracistas tuvieron como consecuencia la construcción en Barcelona de la fortaleza de la Ciudadela, para cuya construcción se derribó parte del barrio de La Ribera. Según escribió en la obra Geografia General de Catalunya: la ciutat de Barcelona el historiador Francesc Carreres i Candi, tras la destrucción de parte de La Ribera sus habitantes más pobres se fueron a vivir a uno de los primeros barrios de barracas de la ciudad en la zona de la actual Barceloneta, llamado les Barraques del Mar. Les Barraques del Mar, como núcleo de barracas de pescadores, ya existía por lo menos desde el siglo XVI, y fue el primer núcleo importante de barracas de Barcelona del que se tiene constancia.
En 1715 se adjudicaron por decreto real 321 solares de la playa a los habitantes de las viviendas derruidas para la construcción de la fortaleza. En estos terrenos se podían construir viviendas según el proyecto del brigadier de ingenieros Jorge Próspero de Verboom de 1719. El reglamento de la concesión daba preferencia a personas con alguna actividad relacionada con el mar. Las ordenanzas prescritas en el decreto no fueron acatadas de manera estricta y la configuración final fue la del proyecto del ingeniero Juan Martín Cermeño de 1749.

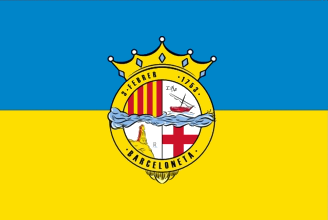
Bandera oficiosa de La Barceloneta

Cuando se fundó el barrio, la ciudad se encontraba en un momento de reactivación económica gracias al desarrollo de la industria algodonera y el enderezamiento del comercio con América, lo cual hizo que la población de la ciudad se duplicara en 40 años (1718-1758). Por este motivo se quiso mejorar el puerto y sus alrededores, que se habían llenado de barracas y almacenes de manera desordenada. Se creó entonces una Junta de Obras del Puerto y se decidió la construcción de La Barceloneta en 1753 para solucionar los problemas habitacionales de la ciudad. La reubicación de los antiguos vecinos del barrio de la Ribera nunca se realizó.

### Edad Contemporánea

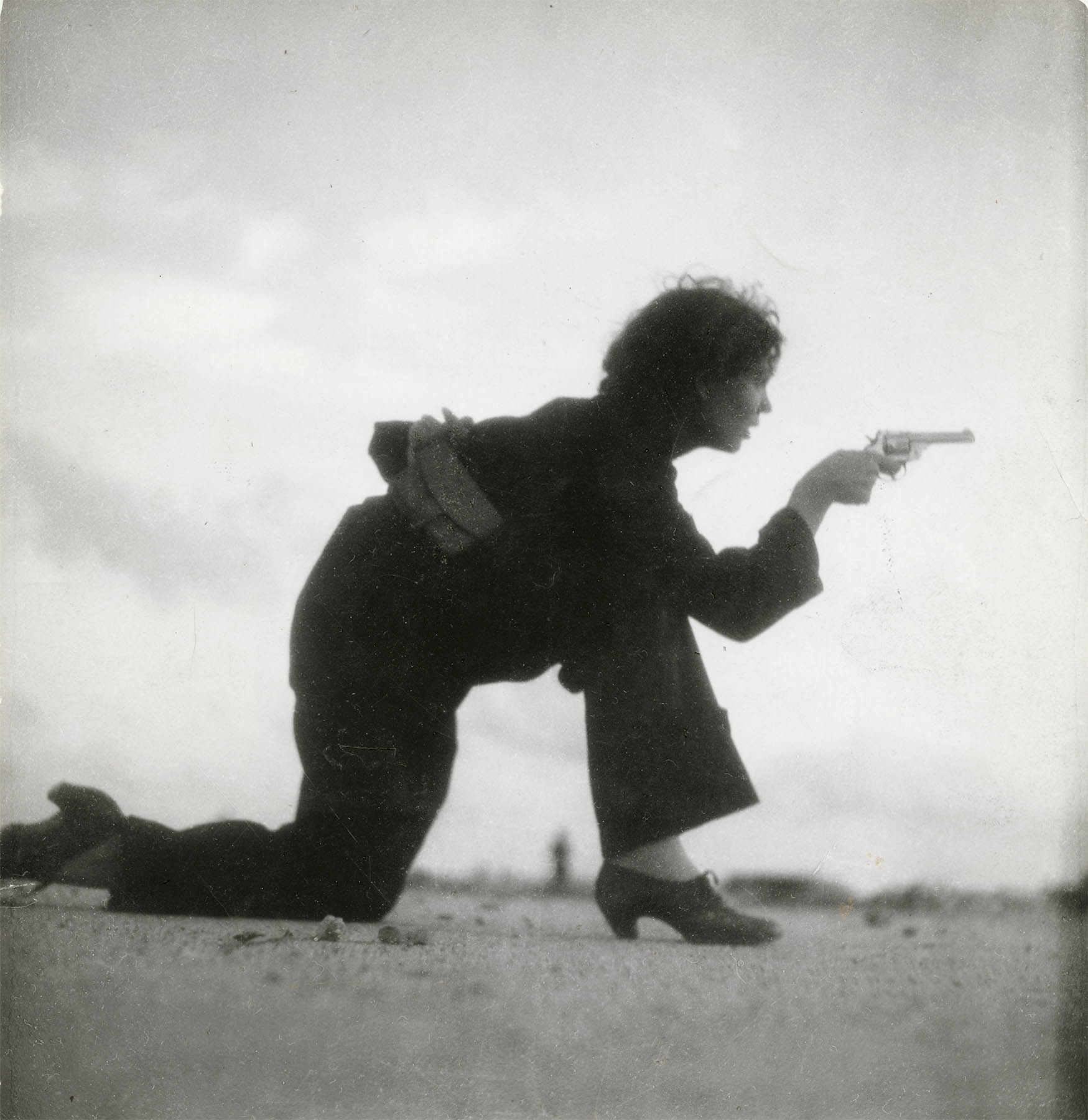
Soldado republicana en Barcelona (1936), de Gerda Taro, en la playa del Somorrostro, en La Barceloneta

Durante el siglo XIX el barrio vivió un desarrollo industrial destacado. Se instalaron importantes industrias metalúrgicas y mecánicas como La Maquinista Terrestre y Marítima o los astilleros Nuevo Vulcano. 
Las fábricas y talleres situadas al norte del barrio impidieron la expansión del barrio hasta Pueblo Nuevo. En la actualidad este sector está ocupado por viviendas e instalaciones construidas para los Juegos Olímpicos de Barcelona de 1992.
El plan de barrios proyectó la rehabilitación de 57 fincas, así como de calles y plazas de La Barceloneta. Uno de los edificios rehabilitados fue la antigua Casa del Porró, de 1761.
En 1996 se inauguró el parque de la Barceloneta, en los antiguos terrenos de la fábrica de gas. Desde enero de 2008 se encuentra ubicada la sede central de Gas Natural, un edificio singular llamado Torre Marenostrum, obra de los arquitectos Benedetta Tagliabue y Enric Miralles.
En el verano de 2014 se levantó la polémica con la denuncia que hacen los nativos del barrio sobre la especulación inmobiliaria ligada al turismo de masas. Denuncian que desde hace muchos años por parte de los distintos consistorios que ha habido, se ha intentado gentrificar La Barceloneta desplazando así a la población obrera que habita en ella. Este hecho se hace evidente a partir del año 1992. En 2021 tenía una población de 14 643 habitantes.